# Лозоватка (Полтавская область)
Лозоватка (укр. Лозуватка) — село,
Василевский сельский совет,
Чутовский район,
Полтавская область,
Украина.
Код КОАТУУ — 5325480302. Население по переписи 2001 года составляло 292 человека.

## Географическое положение
Село Лозоватка находится на левом берегу реки Чутовка,
ниже по течению на расстоянии в 4 км расположено село Таверовка.
Река в этом месте пересыхает.

## История
- 2004 — статус изменён с посёлок на село.